# Liten grusmossa
Liten grusmossa (Ditrichum pusillum) är en bladmossart som beskrevs av Georg Ernst Ludwig Hampe 1867. Liten grusmossa ingår i släktet grusmossor, och familjen Ditrichaceae. Arten är reproducerande i Sverige. Inga underarter finns listade i Catalogue of Life.